# Шелленберги (родина)

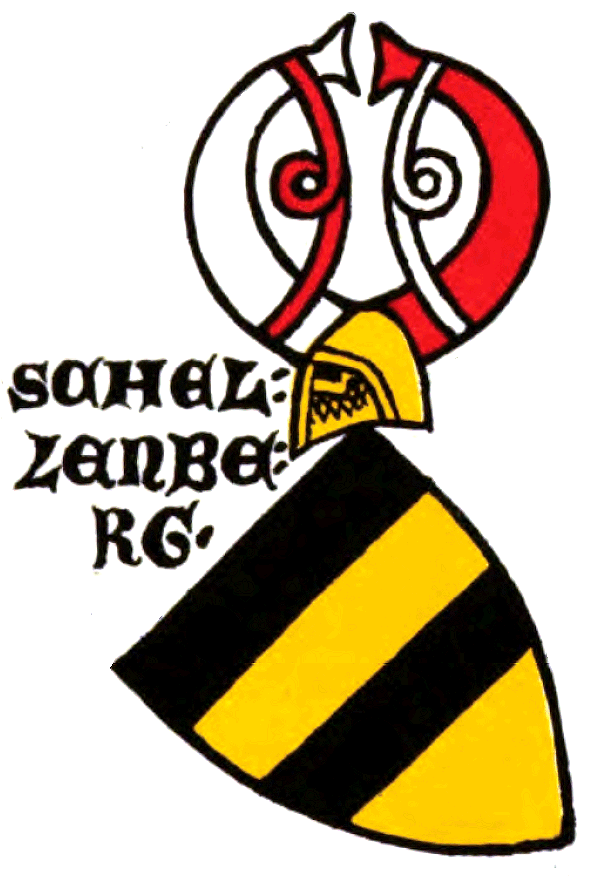
Герб Шелленбергів, герб Цюриха 1340 року

Шелленберги (також лорди Шелленберги) — назва старого аристокричного роду, що походить із Шелленбергів (сьогодні Ліхтенштейн), який був посвячений у лицарі, а згодом до рангу баронів і на початку 19 століття перестав існувати.
Його не слід плутати ні з однойменною саксонською аристократичною родиною Шелленбергів (Лойбсдорфів), родовий центр яких був у замку Шелленберг, ні з вестфальськими баронами фон Віттінггофами під назвою Шелльцу Шелленберг.

## Сімейна історія та пам'ятники
Шелленберги вперше згадуються у джерелах 1137—1157 років як васали Оттона Фрайзінзького. Вони мали свою штаб-квартиру у верхній частині долини Ізар, служили Гогенштауфенам, а також Рудольфу фон Габсбургу і, таким чином, здобули політичний вплив і багатство.
У період Штауферів лорди Шелленберги оселилися на Ешнерберзі (біля Фельдкірха) на території сучасного Ліхтенштейну. Тут збудували в першій половині 12 століття замок Ной-Шеленберг і кілька десятиліть пізніше замок Альт-Шеленберг. Цілком ймовірно, що королі Штауфери поселили тут Шелленбергів, щоб забезпечити імперську дорогу до Італії. Лорди Шелленберги продали цю власність у теперішньому князівстві Ліхтенштейн графам Верденберг-Хайлігенбергам у 1317 році. Проте, гора біля Ешена досі має їхнє ім'я.
У пізньому Середньовіччі та на початку Нового часу багаті представники родина проживали в основному в Алльгой, Баарі та Гегау. Окремі представники дому перебувають на службі в абатів Світого Галла і Кемптена. Жіноча частина родини була черницями монастиря канонеси Ліндау. Як імператорський лицарський рід, Шелленберги належали до лицарського кантону Хегау-Альгой-Боденського озера у Швабському лицарському колі.
З 1280 по 1374 роки Шелленбергери володіли Вассербургом-ам-Бодензеє, який вони забезпечили міцною стіною та вежею. Ймовірно, в кінці 13-го — наприкінці 19 століття вони придбали замок і домініон Ротенфельс поблизу Імменштадта як імперські феоди, які вони продали дому Монфор-Теттнанг у 1332 році. Близько 1300 року Марквард фон Шелленберг, який також був у суперечці з імперським містом Ліндау, успадкував володіння Кіслегг (замок Альт-Кіслегг) і заснував власну лінію та домініон навколо промислового міста. Між 1560 і 1570 роками Ганс Ульріх фон Шелленберг (1518—1606) побудував там високий замок, нинішній «Старий замок» або «замок Вольфеггер». Лорди Шелленберг-Кіслегг кілька разів були ландвоґтами Вверхньої Швабії. У 1637 році імператор Фердинанд II підвищив Ганса Крістофа фон Шелленберга-Кіслегга до статусу спадкового барона. Вже в 1381 році домініон Кіслегг був поділений між двома лініями Шелленберга. Одна частина перебувала у володінні різних сімей з 1525 року (Фрайберг, Баумгартен, Траухбургська гілка династії Вальдбургів) і, нарешті, перейшла до лінії Бад-Вурцах династії Вальдбургів у 1793 році. Його гілка Вольфеггер успадкувала іншу частину домінію Кіслегг у 1708 році через шлюб з останньою Шелленбергер Фрайсс-Кіслегг, Марією Анною (1681—1754). У 1383 році лицар Бертольд фон Шелленберг став власником замку, міста та села Гюфінген поблизу Донауешингена в Баарі. Лінія Гюфінгерів також пізніше отримала титул баронів. У 1620 році Гюфінген був проданий родині Фюрстенберг. Починаючи з пізнього середньовіччя, лінія Шелленберга базувалася в Бройнлінгені поблизу Донауешингена і — поряд з Австрією та Фюрстенбергом — також була співвласником міста. Тамтешній «замок Шелленберг» згорів у 1917 році. З 1557 по 1609 рік належав замку Шелленберг (відреставрованому ними та збереженому донині як «Шелленберг-Бау», попри дві пожежі) і домініону Готтмадінген у теперішньому районі Констанц.
Лінія Шелленберг-Кіслегг зникла в 1708 році. Імовірно останній член родини, Йозеф Антон фон Шелленберг (Гюфінген), помер у бідності в Гюфінгені в 1812 році.

## Герб
Лорди Шелленберги, ймовірно, були пов'язані з лордами Нойбургами; спочатку вони мали подібний герб. Герб лордів Шелленбергів, тричі розділений чорним і золотим, був внесений до Цюрихського гербовника в 1340 році.

### Історичний герб

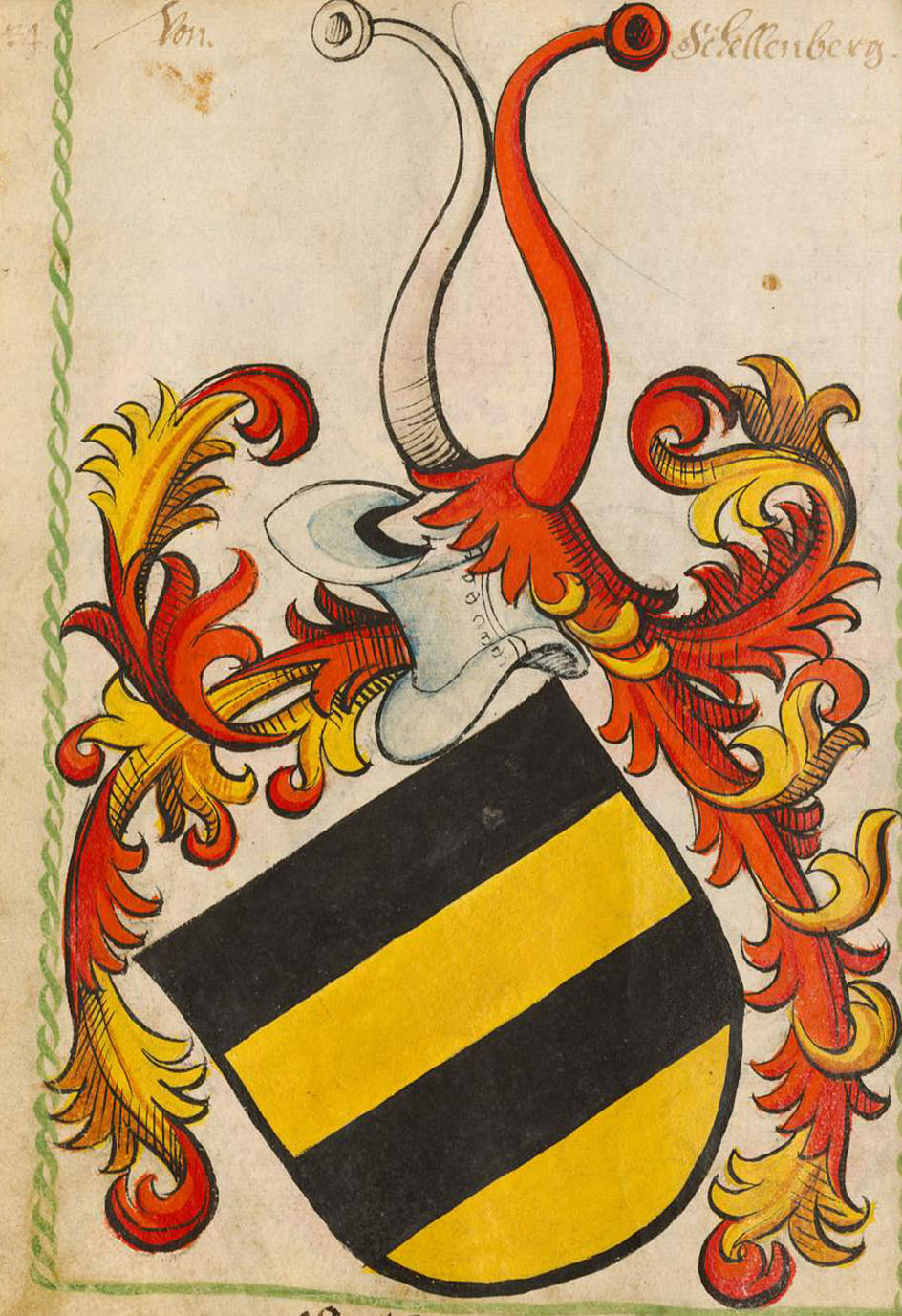
Герб лордів Шелленбергів, пізній період, між 1450 і 1480 роками
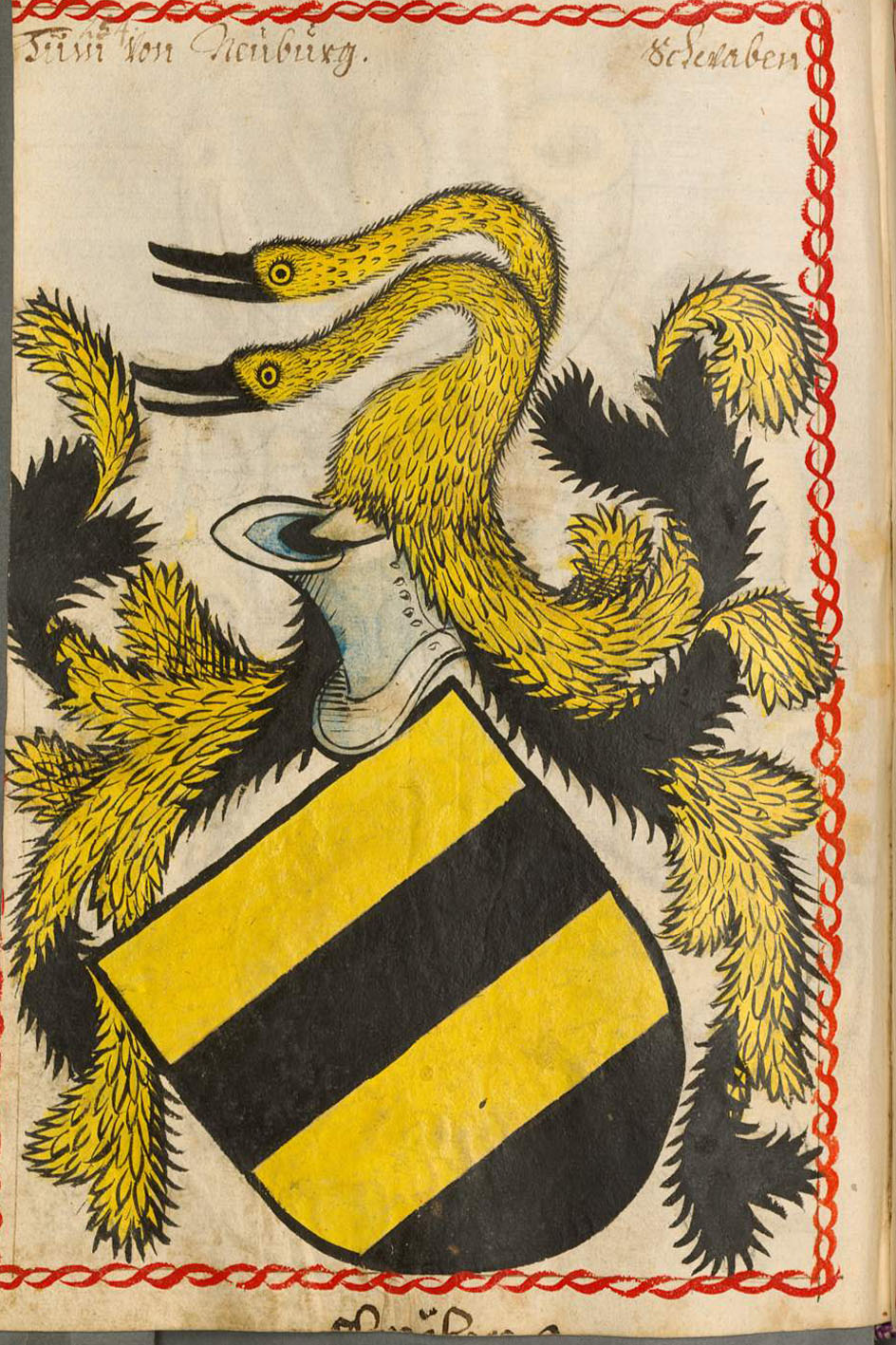
Герб великого пальця фон Нойбурга, книга гербів Шайблерше, пізній період, між 1450 і 1480 роками
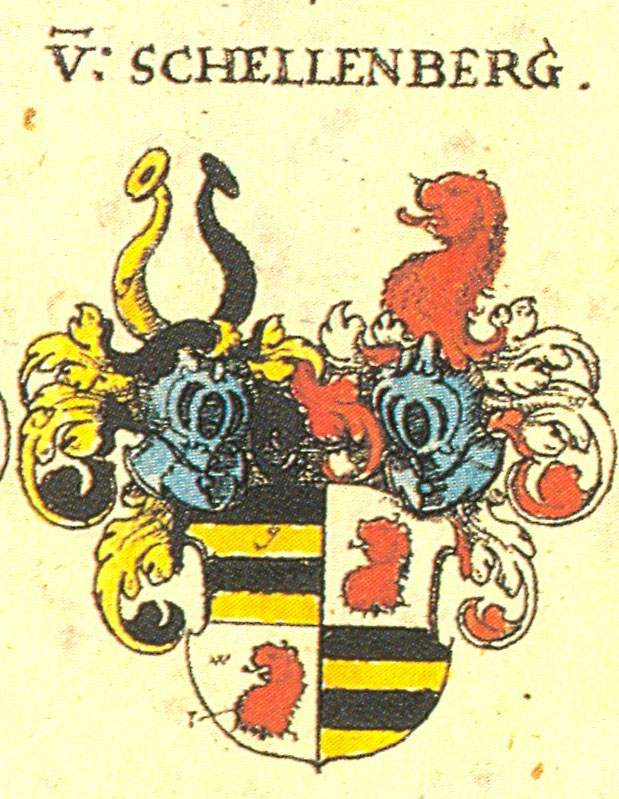
Збільшений герб Шелленберга, Зібмахер герб 1609 року

## Важливі представники
- Лицар Ульріх фон Шелленберг-Кіслегг (1478—1549), доктор обох прав, лицар золотої шпори, фельдкапітан і військовий радник імператорів Максиміліана I і Карла V.
- Юнкер Ганс фон Шелленберг, володар Гюфінгена, Штауфена і Рандегга, названий ученим (1551—1609); лорд Гюфінгена, лідер лицарів Гегау та імперський посланник, був одним із найвпливовіших людей у Баарі та районі Боденського озера; у замку Рандегг він зібрав велику бібліотеку, яка, як кажуть, включала знаменитий манускрипт пісень Манесія ; його однойменний дід після 1523 року перебудував верхній замок у Гюфінгені, а також, як кажуть, відремонтував замок Штауфен.

- Альвіг X фон Зульц і його син Рудольф V фон Зульц, графи Вадуц і Шелленберг

## Замки
Різноманітні руїни та замки все ще видно сьогодні:
- Руїни замку Шелленберг (Ліхтенштейн)
- Хінанг (Hugnang) у старих містах Зонтгофена
- Руїни замку Ротенфельс поблизу Імменштадта
- Невшатель (Neusulzberg, Neu-Durach) в Дюрах
- Руїни замку Зульцберг в Зульцберзі
- Замок Вассербург

## Рекомендована література
- Пауль Бек : Швабські біографії. 24 Ганс Ульріх проти Шелленберга, командувач армією з Кіслега. В: Єпархіальний архів Швабії, 18. Jg., стор. 145 f.
- Майкл Грімм: Спроба історико-статистичного опису Кіслегга та його околиць. Розширене перевидання видання Kisslegg 1864 року. Під редакцією Томаса Вейланда. Kißlegg im Allgäu 1994 (Внесок до історії Kißlegg, том 2)
- Макс Міллер (ред.): Баден-Вюртемберг. Stuttgart (Kröner) 1954 (довідник історичних місць Німеччини, том 6), стаття Bräuningen, Hüfingen, Kißlegg, Randegg.
- Сібілла Ретнер: Ганс, вчений Шелленберга. Коментоване нове видання дисертації Пола Ревелліо. Hufingen 2004. (Культурно-історична серія міста Гюфінген, т. 7)